# كوكس انتربرايزز
كوكس انتربرايزز (بالإنجليزية: Cox Enterprises)‏ هي شركة أمريكية عائلية تتكون من مجموعة شركات تعمل في عدة مجالات تجارية. مقرها الرئيسي في أتلانتا، ولها فروع دولية في عدة قارات.تأسست عام 1898 على يد جيمس م. كوكس ويديرها ويمتلكها أفراد من عائلة كوكس، وتشمل أنشطتها الرئيسية الاتصالات ووسائل الإعلام، بالإضافة إلى تقديم حلول رقمية وخدمات سوق بيع السيارات.
تمتد العمليات الدولية للشركة خلال شركة كوكس أوتوموتيف (لخدمات تسويق السيارات) في قارة آسيا وأستراليا وأوروبا وأمريكا اللاتينية. توظف الشركة حاليًا حوالي 50,000 موظف وتبلغ إيراداتها الإجمالية 20 مليار دولار.

## نبذة
تأسست الشركة في دايتون، أوهايو على يد جيمس إم كوكس، الذي اشترى صحيفة دايتون ديلي نيوز في عام 1898. أصبح كوكس حاكما لولاية أوهايو السادس بعد الأربعين والثامن بعد الأربعين، ونائبًا في مجلس النواب الأمريكي عن ولاية أوهايو، وخاض الانتخابات الرئاسية لعام 1920 مرشحا عن الحزب الديمقراطي لرئاسة الولايات المتحدة.

### الشركات الفرعية
- كوكس كوميونكاشنز: وهي من أكبر شركات اتصالات النطاق العريض الخاصة في أمريكا، تخدم أكثر من 6.5 مليون منزل وشركة تجارية بخدمات الإنترنت عالية السرعة وخدمات أتمتة وأمن المنازل وخدمات البث التلفزيوني الرقمي.

- كوكس أوتوموتيف: وهو مزود لخدمات إعادة تسويق المركبات والسيارات، وخدمة تسويق والبرامج الرقمية لتجار و مستهلكي السيارات. ومنها علامات كوكس أوتوموتيف التجارية: مانهيم و قلاتش تكنولوجيز و وديلر اوكشن و أوتو تريدر و موقع ديلر دوت كوم الإلكتروني والعديد من الشركات العالمية والعلامات التجارية التي تخدم تجار السيارات والمصنعين والمؤسسات المالية.

- كوكس ميديا جروب (مجموهة كوكس الإعلامية): تمتلك وتدير مجموعة واسعة من المنصات الإعلامية مثل محطات التلفزيون والراديو والصحف والمواقع الإلكترونية. ومنها العلامات التجارية: راديو كوكس، تلفزيون كوكس، وموقع أوهايو دوت كوم الإلكتروني، ومجلة أتلانتا، وصحيفة بالم بيتش بوست.

## وصلات خارجية
- الموقع الرسمي